# Gewog di Gasetsho Gom
Il gewog di Gasetsho Gom è uno dei quindici raggruppamenti di villaggi del distretto di Wangdue Phodrang, nella regione Centrale, in Bhutan.